# Châtel-Saint-Denis
Châtel-Saint-Denis (Freiburger Patois Tsathiⓘ) ist eine politische Gemeinde und Hauptort des Distrikts Veveyse (deutsch: Vivisbachbezirk) des Kantons Freiburg in der Schweiz. Der frühere deutsche Name Kastels Sankt Dionys wird heute nicht mehr verwendet.

## Geographie
Châtel-Saint-Denis liegt auf 809 m ü. M., 9 km nordnordöstlich von Vevey (Luftlinie). Das Dorf befindet sich direkt auf der Wasserscheide zwischen den Einzugsgebieten von Rhône und Rhein, auf einer Kuppe zwischen der Veveyse de Châtel (im Einzugsgebiet der Rhône) und dem Tatrel (Seitenbach der Broye im Einzugsgebiet des Rheins). Châtel-Saint-Denis erstreckt sich auf einer Hochebene am Fuss der Freiburger Voralpen.
Die Fläche des 47,9 km² grossen Gemeindegebiets umfasst einen Abschnitt des höheren Freiburger Mittellandes und der angrenzenden Freiburger Voralpen. Der westliche Gemeindeteil wird vom leicht gewellten Hochland der Haute-Veveyse eingenommen, das im Mittel auf 830 m ü. M. liegt. Hier befindet sich in einer sumpfigen Niederung der Lac de Lussy, auch Lac Lussy (820 m ü. M.). Der nördliche und westliche Teil dieses Hochplateaus wird von den Bächen Corjon, Dâ (bildet die nördliche Gemeindegrenze) und Tatrel zur Broye entwässert. Nach Südwesten reicht das Gebiet bis auf den Höhenrücken des Mont Vuarat (bis 890 m ü. M.).
Der weitaus grössere voralpine Teil des Gemeindegebietes liegt im Einzugsbereich der beiden Quellbäche der Veveyse, nämlich der Veveyse de Fégire und der Veveyse de Châtel. Diese beiden Bäche haben im Lauf der Zeit tiefe Täler in der Flyschzone westlich der Molésonkette geschaffen. Die südliche Grenze des Gemeindegebietes verläuft exakt entlang der Veveyse de Fégire. Daran schliessen sich im Norden die Höhe von Corbetta (1401 m ü. M.) mit dem Bergsee und Naturschutzgebiet Lac des Joncs sowie die Waldkuppe des Barlattey (1630 m ü. M.) an. Nördlich dieser Flyschhöhen befindet sich die Ferienregion von Les Paccots in der Talschaft der Veveyse de Châtel, die wiederum im Norden von der gerundeten Pyramide des Niremont (1514 m ü. M.) flankiert wird. Die natürliche östliche Grenze des Gemeindegebietes von Châtel-Saint-Denis liegt auf dem Kamm der Moléson-Kette mit den Kalkgipfeln Teysachaux (1909 m ü. M.), Dent de Lys (mit 2014 m ü. M. der höchste Punkt der Gemeinde), Folliu Borna (1848 m ü. M.) und Vanil des Artses (1992 m ü. M.). Über den Col de Lys (1779 m ü. M.) führt ein Wanderweg nach Albeuve im Tal der Saane. Von der Gemeindefläche entfielen 1997 6 % auf Siedlungen, 42 % auf Wald und Gehölze, 48 % auf Landwirtschaft, und rund 4 % war unproduktives Land.
Zu Châtel-Saint-Denis gehören die ausgedehnte Feriensiedlung Les Paccots (1061 m ü. M.) am südlichen Talhang der Veveyse de Châtel und an den Hängen der Corbetta, die Weiler Fruence (833 m ü. M.) südöstlich des Dorfes auf dem Plateau zwischen den beiden Quellbächen der Veveyse, Prayoud (870 m ü. M.), Villard (864 m ü. M.) und Prautey (862 m ü. M.) am Westfuss des Niremont, La Frasse (996 m ü. M.) am unteren Südwesthang des Niremont und Le Chaussin (908 m ü. M.) auf einer Geländeterrasse am Westhang der Corbetta sowie über das ganze Gebiet verstreut zahlreiche Einzelhöfe. Nachbargemeinden von Châtel-Saint-Denis sind Semsales, Haut-Intyamon und Remaufens im Kanton Freiburg sowie Blonay – Saint-Légier, Corsier-sur-Vevey und Maracon im Kanton Waadt.

## Bevölkerung
Mit 8512 Einwohnern (Stand 31. Dezember 2023) gehört Châtel-Saint-Denis zu den mittelgrossen Gemeinden des Kantons Freiburg. Von den Bewohnern sind 89,1 % französischsprachig, 4,4 % portugiesischsprachig, und 2,7 % sprechen Deutsch (Stand 2000). Die Bevölkerungszahl von Châtel-Saint-Denis pendelte während des 20. Jahrhunderts lange Zeit im Bereich zwischen 2500 und 2900 Einwohnern. Erst seit 1980, mit der durchgehenden Eröffnung der Autobahn Bern-Vevey, verzeichnet die Gemeinde ein deutliches Bevölkerungswachstum. Die Einwohnerzahl hat seither um 270 % zugenommen (Stand 2023).
Einwohnerzahlen: Volkszählungsdaten

## Wirtschaft
Châtel-Saint-Denis war bis zu Beginn des 20. Jahrhunderts ein durch die Landwirtschaft geprägtes Dorf. Seit etwa 1900 siedelten sich auch einige Industriebetriebe an, darunter eine Milchpulverfabrik, die 1914 nach Vuadens verlegt wurde, sowie eine Zigarrenfabrik und Betriebe, die sich auf die Herstellung von Rohrmöbeln und Korbwaren spezialisiert hatten.
Heute bietet Châtel-Saint-Denis als Regionalzentrum rund 2300 Arbeitsplätze an. Mit 6 % der Erwerbstätigen, die noch im primären Sektor beschäftigt sind, hat die Landwirtschaft nur noch einen geringen Stellenwert in der Erwerbsstruktur der Bevölkerung. Etwa 32 % der Erwerbstätigen sind im industriellen Sektor tätig, während der Dienstleistungssektor 62 % der Arbeitskräfte auf sich vereinigt (Stand 2001).
Die Landwirtschaft ist in Châtel-Saint-Denis hauptsächlich noch durch Milchwirtschaft und Viehzucht vertreten; nur geringe Bedeutung hat der Ackerbau. Die ausgedehnten Wälder werden forstwirtschaftlich genutzt.
Seit den 1980er-Jahren sind im Tal der Veveyse de Châtel und auf dem Hochplateau zwischen Châtel-Saint-Denis und Fruence mit der verbesserten Verkehrsanbindung durch die Autobahn grössere Gewerbe- und Industriezonen entstanden. Heute sind in der Gemeinde Unternehmen der Branchen Bau- und Transportgewerbe, Metallbau, Elektrotechnik, pharmazeutische Industrie, Nahrungsmittelverarbeitung, Maschinenbau, Holzverarbeitung sowie Abfallrecycling und Textilindustrie vertreten. Châtel-Saint-Denis ist Standort der 1922 gegründeten Société des laiteries châteloises réunies (Milchgenossenschaft), welche Greyerzer Käse und Vacherin produziert.
In den letzten Jahrzehnten hat sich Châtel-Saint-Denis auch zu einer im Vergleich zu den Genferseegemeinden günstigen, aber doch leicht erreichbaren Wohngemeinde entwickelt. Viele Erwerbstätige sind deshalb Wegpendler, die in der Region Vevey-Montreux oder in Lausanne ihrer Arbeit nachgehen.

### Tourismus
Das Berggebiet von Châtel-Saint-Denis mit dem Zentrum Les Paccots ist ein beliebtes Ausflugs-, Wander- und Skigebiet. In Les Paccots gibt es zahlreiche Ferienwohnungen. Das Gelände eignet sich für ausgedehnte Sommerwanderungen. Hauptsaison ist aber die Winterzeit, wenn bei ausreichender Schneelage an den Hängen von Corbetta und Niremont viele Skilifte in Betrieb sind.

### Verkehr

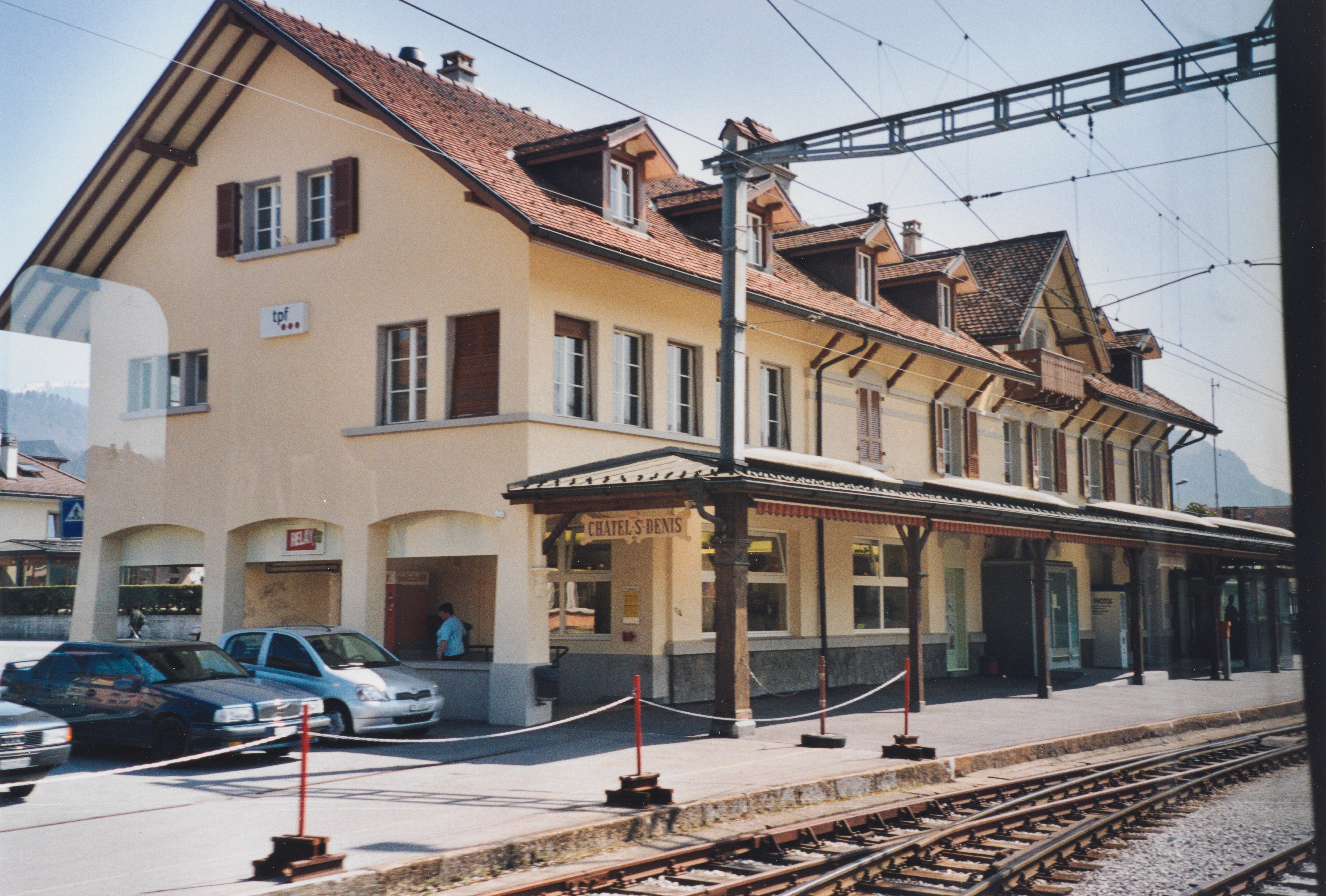
Stationsgebäude (2003, vor Verlegung 2019)

Die Gemeinde ist verkehrsmässig sehr gut erschlossen. Sie liegt an der alten Hauptstrasse von Vevey nach Bulle. Der nächste Anschluss an die Autobahn A12, die seit 1981 von Bern bis Vevey durchgehend geöffnet ist, befindet sich rund 2 km vom Ortskern entfernt.
Am 29. April 1901 wurde die Gemeinde mit der Eröffnung der Schmalspurbahnlinie von Palézieux-Gare nach Châtel-Saint-Denis an das schweizerische Eisenbahnnetz angeschlossen. Am 23. Juli 1903 wurde auch die Bahnlinie von Châtel-Saint-Denis nach Bulle in Betrieb genommen. Die Verbindung mit dem Genferseegebiet erfolgte 1904 mit der Einweihung der Strecke von Vevey nach Châtel-Saint-Denis. Diese Strecke wurde 1970 allerdings durch eine Buslinie ersetzt. Bis 2019 bildete der Bahnhof Châtel-Saint-Denis auf der Linie Bulle-Palézieux einen Sackbahnhof. Seit der Eröffnung des neuen Durchgangsbahnhofs kann die Linie ohne Spitzkehre bedient werden. Für die Feinverteilung im öffentlichen Verkehr sorgen neben der erwähnten Buslinie nach Vevey auch diejenigen der Transports publics Fribourgeois, welche nach Les Paccots, La Verrerie und Palézieux verkehren.

## Geschichte

Historisches Luftbild von Werner Friedli vom 11. August 1962

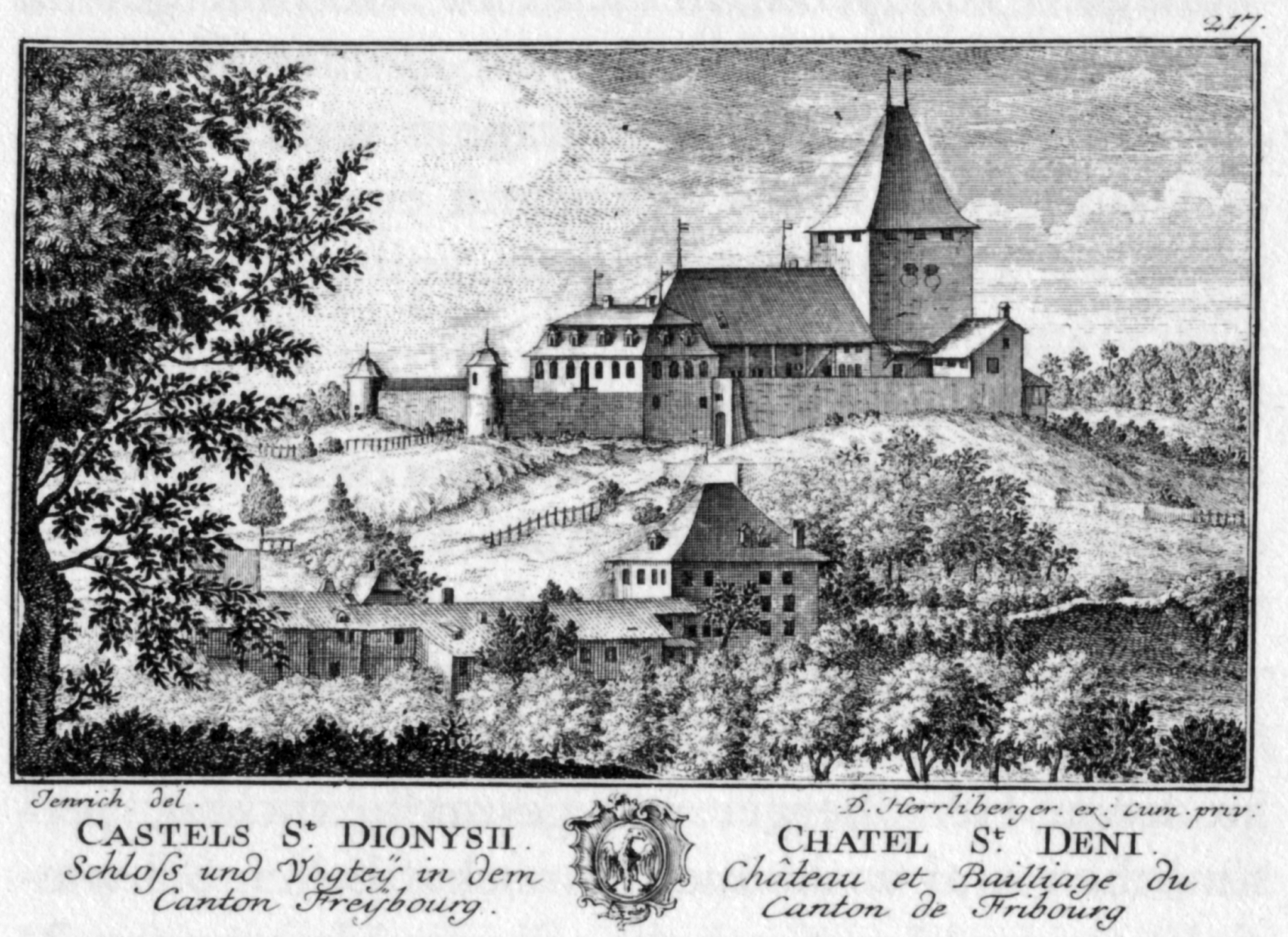
Das Schloss von Châtel-Saint-Denis auf einem Stich von David Herrliberger, ca. 1754

Das Gebiet von Châtel-Saint-Denis war schon sehr früh besiedelt. So fand man in der Nähe des Lac de Lussy Spuren von Siedlungsplätzen, die im Paläolithikum und während des Mesolithikums bewohnt waren. Auch aus der keltischen Epoche und der Römerzeit sind einzelne Gegenstände überliefert.
Der Ursprung des heutigen Châtel-Saint-Denis liegt in einer Burg, die im 11. Jahrhundert auf dem Geländevorsprung Vieux Châtel über dem Zusammenfluss von Veveyse de Châtel und Veveyse de Fégire errichtet wurde. Diese Burg, um die sich mit der Zeit eine kleine Siedlung entwickelte, gehörte den Herren von Fruence. Sie geriet 1244 unter die Oberhoheit Peters II. von Savoyen.
Im Jahr 1296 kaufte der damalige Graf von Savoyen, Amadeus V., die Herrschaft Fruence auf und gründete den Marktflecken Châtel-Saint-Denis, der künftig auch als Herrschaftssitz diente. Die alte Burg und Siedlung wurden verlassen und zerfielen innert kurzer Zeit. Das neu gegründete Städtchen wurde 1336 mit weitgehenden Freiheiten ausgestattet, hatte aber stets nur eine regionale Bedeutung. Die Herrschaft Châtel-Saint-Denis unterstand bis 1384 direkt dem Haus Savoyen, danach gehörte sie bis 1445 der Herrscherfamilie de Challant, bevor es mehrere Besitzerwechsel gab.
Da Freiburg zu den Gläubigern der Herren von Challant und der damaligen Besitzer der Herrschaft gehörte, besetzte es Châtel-Saint-Denis im Jahr 1461 und kaufte später einen Teil der Herrschaft. Nachdem Bern 1536 das Waadtland erobert hatte, kam Châtel-Saint-Denis endgültig unter die Oberhoheit der Freiburger. Die neuen Herren richteten 1574 die Landvogtei Châtel-Saint-Denis ein, die das Gebiet der heutigen Gemeinden Châtel-Saint-Denis, Remaufens und Semsales umfasste.
Während des 18. Jahrhunderts gelangte Châtel-Saint-Denis durch seine Lage am Handelsweg vom Greyerzerland nach Vevey zu einem gewissen wirtschaftlichen Wohlstand. Nach dem Zusammenbruch des Ancien Régime (1798) war das Dorf während der Helvetik und der darauf folgenden Zeit Hauptort des Bezirks Châtel-Saint-Denis, bevor dieser 1848 mit der neuen Kantonsverfassung im Bezirk Veveyse aufging. Im Lauf des 19. Jahrhunderts erfolgten mehrere Auswanderungswellen nach Brasilien und nach Baradero in Argentinien, da Châtel-Saint-Denis überwiegend von der Landwirtschaft lebte und praktisch keine Industrie aufzuweisen hatte.

## Sehenswürdigkeiten
Die Pfarrei Châtel-Saint-Denis ist bereits 1228 erwähnt. Die ehemalige Pfarrkirche Saint-Denis stammte aus dem ausgehenden 13. Jahrhundert und wurde im 17. Jahrhundert durch einen Neubau ersetzt. Die heutige dreischiffige Pfarrkirche Saint-Denis wurde 1872 bis 1875 im Stil der Neugotik erbaut und besitzt eine Innenausstattung aus der Erbauungszeit. Nahebei befindet sich das Schloss, das ursprünglich auf das 13. Jahrhundert zurückgeht, jedoch während des 18. Jahrhunderts weitgehend neu errichtet wurde.
In den Weilern der Gemeinde stehen mehrere Kapellen, darunter die Kapelle Saint-Roch von 1655, Notre-Dame-du-Scex (1867), die Kapelle Saint-Blaise (1902) in Prayoud und Notre-Dame-des-Neiges (1935) in Les Paccots. Fruence besitzt ein bemerkenswertes Doppelbauernhaus aus dem 15. Jahrhundert mit einem Spitzbogenportal.

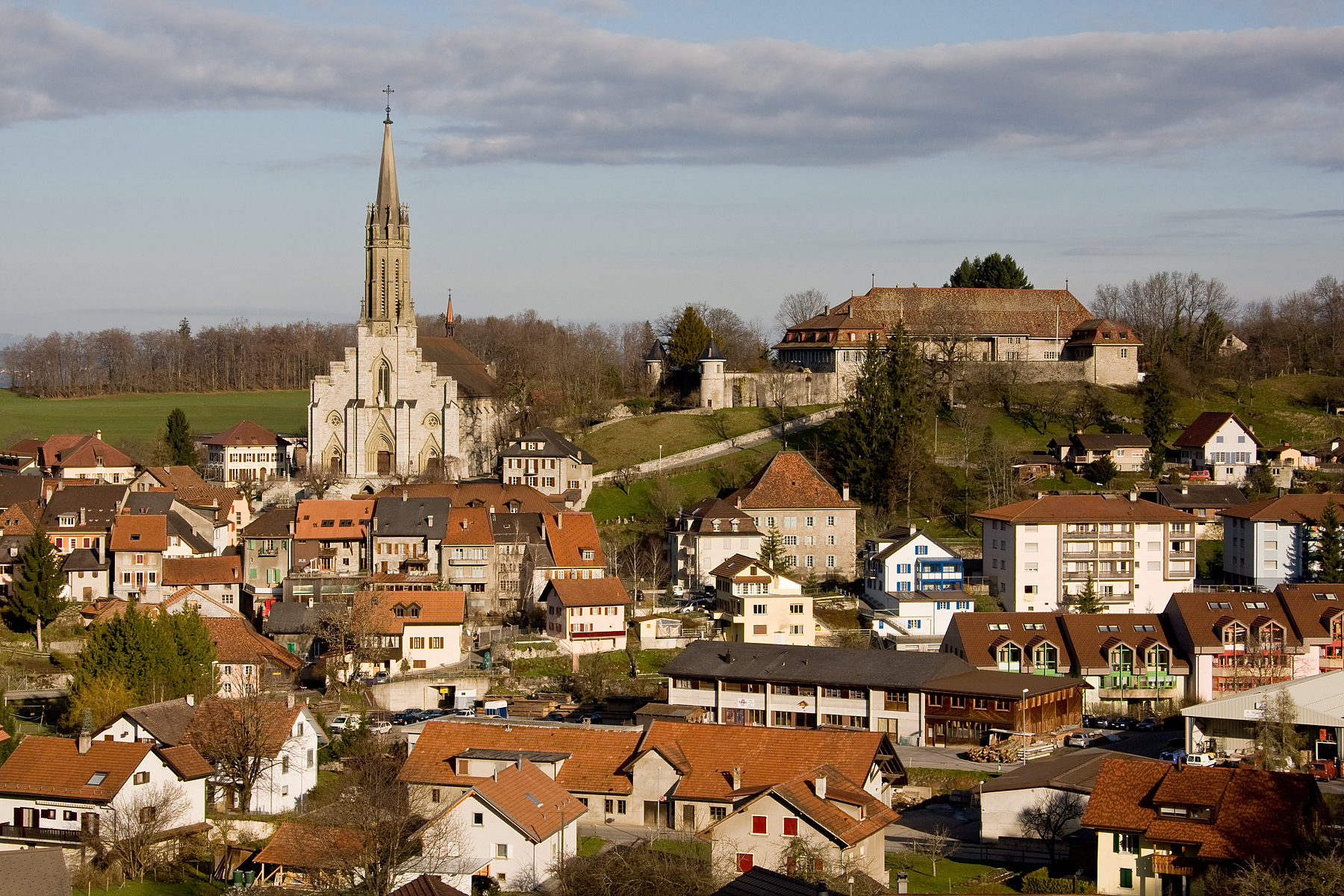
Châtel-Saint-Denis
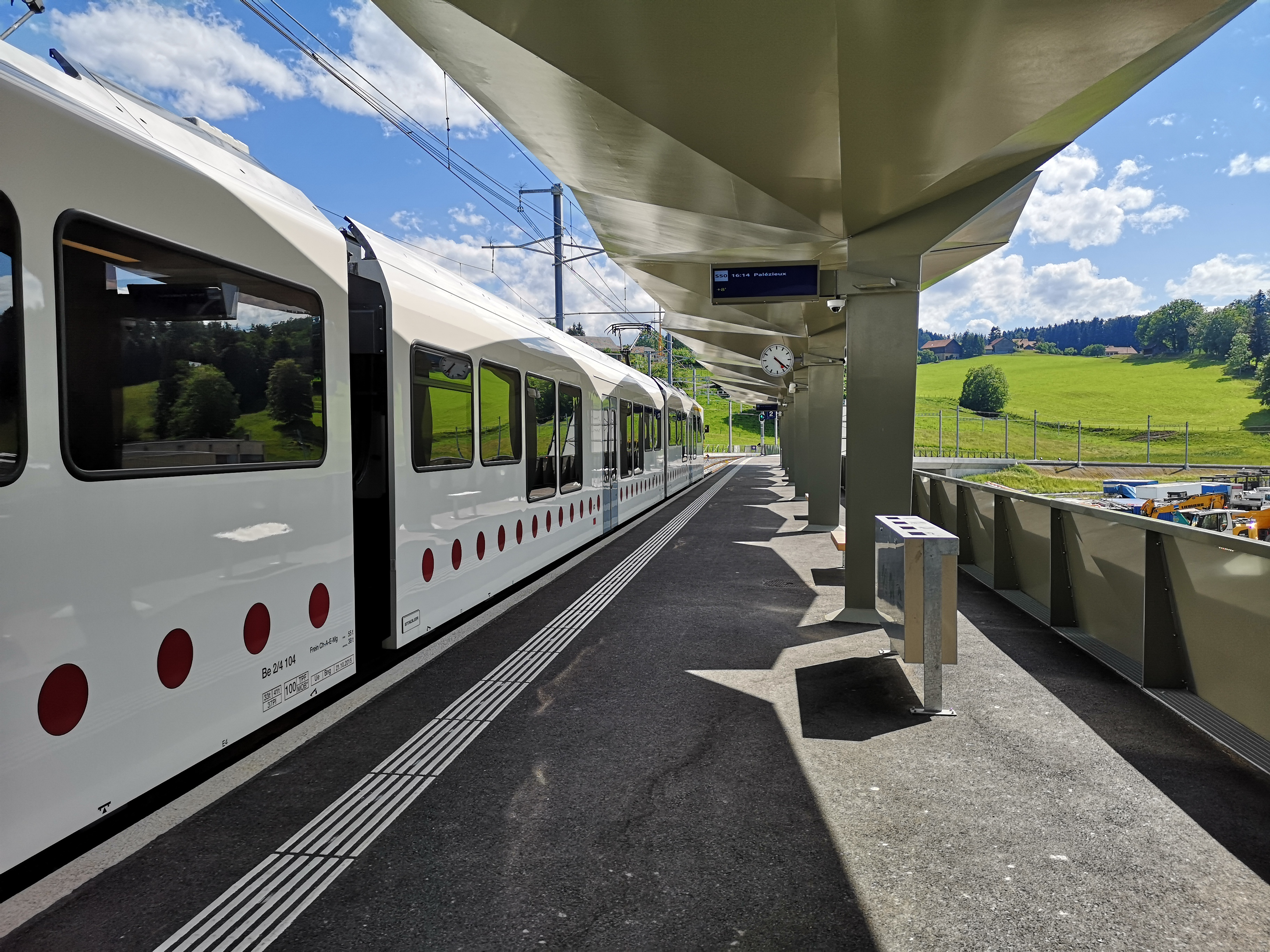
Bahnhof
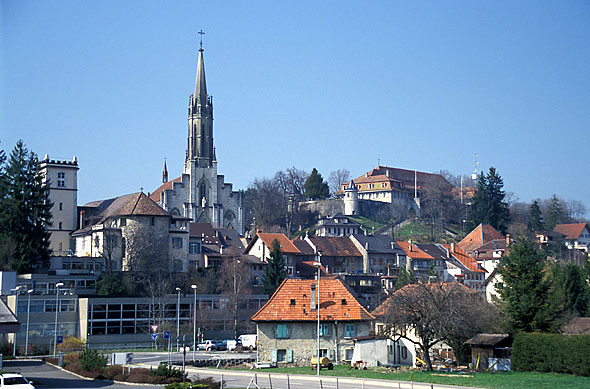
Kirche
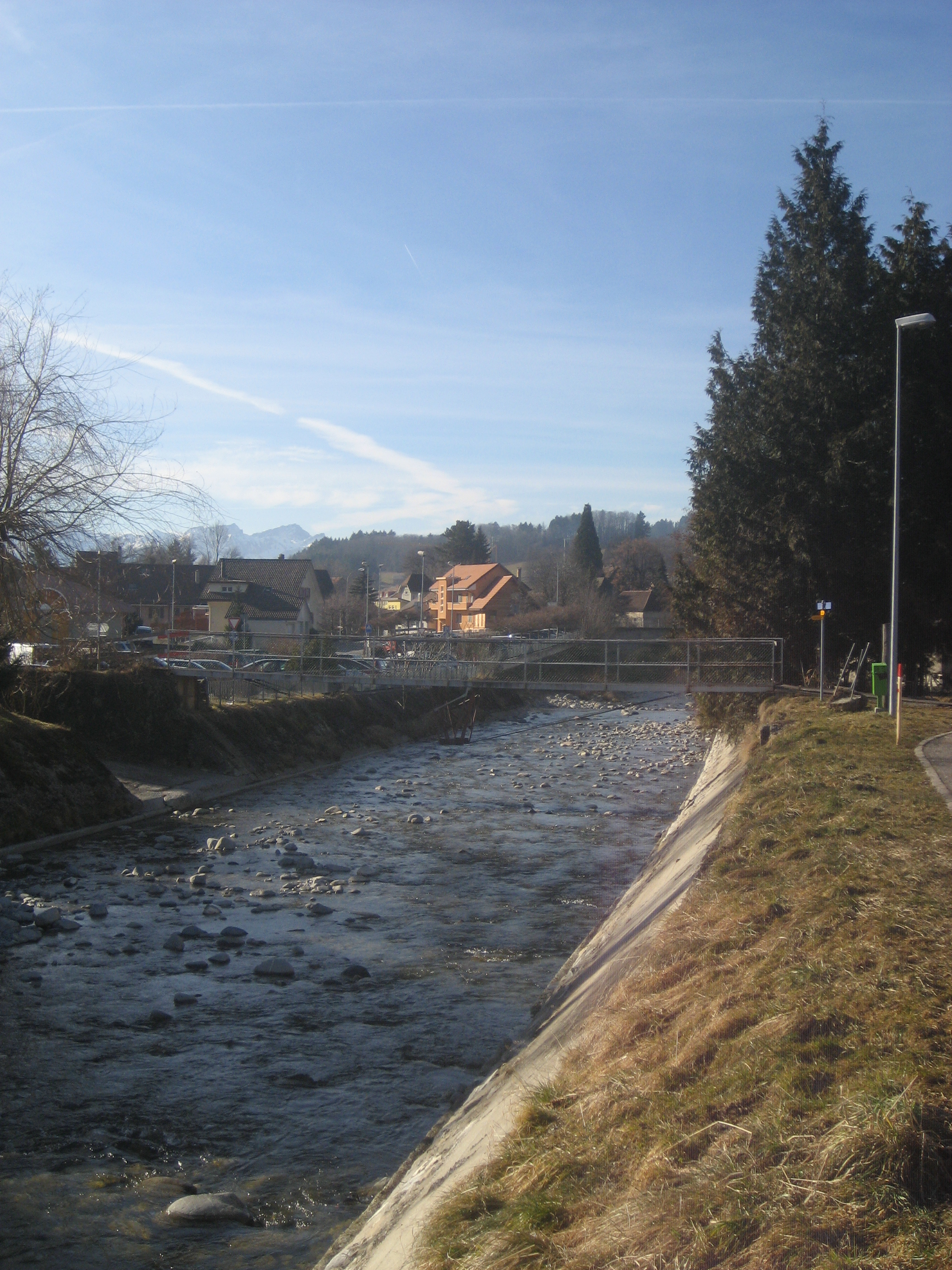
Veveyse
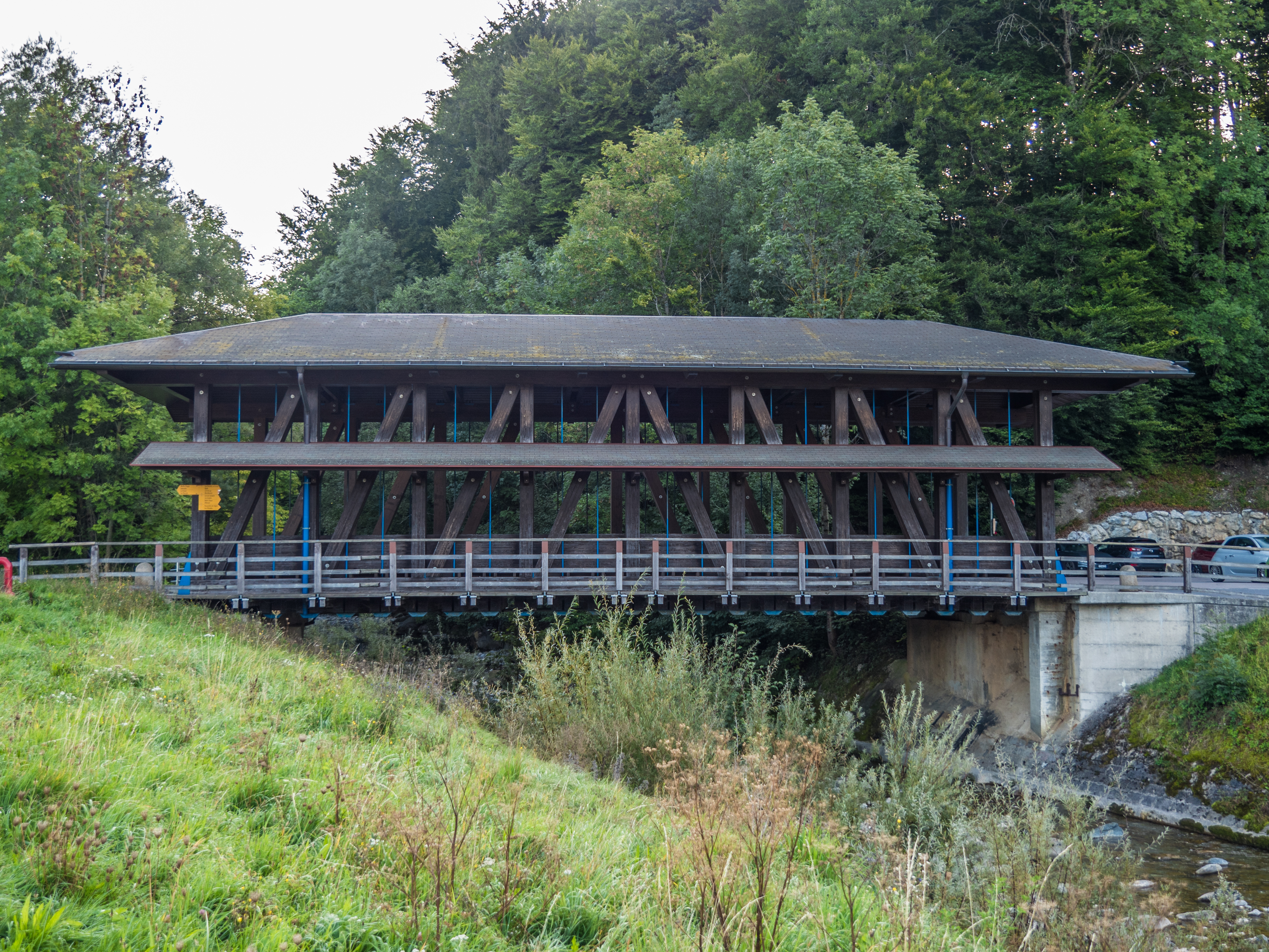
Péralla-Brücke von 1995 über die Veveyse de Châtel

## Persönlichkeiten

### Söhne und Töchter der Stadt
- Étienne Marilley (1804–1889), römisch-katholischer Bischof
- Bernard Genoud (1942–2010), römisch-katholischer Bischof
- Thérèse Meyer-Kaelin (* 1948), Politikerin, Nationalrätin und Nationalratspräsidentin
- Vincent Ducrot (* 1962), Manager
- Alexandre Imperatori (* 1987), Rennfahrer
- Léonore Porchet (* 1989), Politikerin
- Luca Aerni (* 1993), Skifahrer
- Frank Pasche (* 1993), Bahnradsportler
- Alexis Monney (* 2000), Skifahrer

### Persönlichkeiten, die im Ort gewirkt haben
- Pierre-Théodule Fracheboud, Jurist und Politiker